# Pseudoprospero
Pseudoprospero je monotipski biljni rod iz porodice šparogovki, smješten u vlastiti tribus Pseudoprospereae dio potporodice Scilloideae. Postoje dvije priznate podvrste.

## Opis
Pseudoprospero je novi rod u predloženoj podjeli roda Scilla sa samo jednom vrstom, Pseudoprospero firmifolium, sin. Scilla firmifolia. Član je porodice Hyacinthaceae (Asparagaceae). Ova vrsta je odmah prepoznatljiva po tome što često ima bočnu granu na cvjetnoj površini i raste ljeti. Porijeklom je iz provincije Eastern Cape, Južna Afrika.
Ovoj vrsti dao je ovo ime Franz Speta 1998. Pronađena je u dolini rijeke Kap u Južnoj Africi, raste u dobro dreniranom tlu s malo vode i sunca. Lukovica može narasti do pet centimetara, listovi dosežu 30 centimetara, a bijeli do ružičasti cvijet 34 centimetra. Prema najnovijem taksonomskom sustavu; APG IV 2016, Hyacinthaceae (sinonim za Scilloideae) je sada dio Asparagaceae.
Po životnom obliku je lukovičasti geofit.

## Ime
Ime vrste znači 'jako lišće'.

## Podvrste
- Pseudoprospero firmifolium subsp. firmifolium
- Pseudoprospero firmifolium subsp. natalensis J.C.Manning

## Sinonimi
- Scilla firmifolia Baker